# 唐橋豊熈
唐橋 豊熙（からはし とよひろ、明和7年（1770年）? - 文化11年8月15日（1814年9月28日））は、江戸時代中期の人物。唐橋在家の三男。幼名は梅丸、通称は民部。

## 人物
天明3年（1783年）2月2日に従五位下に叙爵されている。同4年（1784年）4月4日、秋月藩の黒田氏を継ぐために位記を返上し、江戸の秋月藩邸へと下った。しかし、後に黒田長舒が黒田氏を継いだため、豊熙は江戸から京都へと引き返した。秋月藩は、謝罪の意として豊熙の存命中は合力米を贈り続けた。
京都に帰った豊熙は大内小路民部と名を改め、大原重度の娘・いそ（伊楚子）を妻に迎えた。いそとの間には娘が生まれたが、病弱で縁談がなかなかまとまらなかったという。
文化11年（1814年）8月15日に43歳で没した。
豊熙の死後、いそと娘の生活は困窮を極めたため、いそは豊熙の援助（合力米）を引き続き贈ってほしいと秋月藩に懇願している。

## 系譜
- 父：唐橋在家（1729-1791）
- 母：不詳
- 妻：いそ - 大原重度の娘
  - 女子